# Loi de Grassmann
Pour l’article homonyme, voir lois de Grassmann dans le domaine de la colorimétrie.
 (décembre 2010).
Si vous disposez d'ouvrages ou d'articles de référence ou si vous connaissez des sites web de qualité traitant du thème abordé ici, merci de compléter l'article en donnant les références utiles à sa vérifiabilité et en les liant à la section « Notes et références ».
La loi de Grassmann, dite aussi « loi de dissimilation des aspirées », est une loi phonétique qui décrit une modification intervenue dans un stade préhistorique du grec ancien et du sanskrit (une phase ayant directement suivi l'indo-européen, en sorte), modification qui est restée effective tout au long de leur histoire. Elle est étudiée en phonétique historique de ces deux langues. Bien que connue et correctement expliquée par les grammairiens indiens, la loi porte le nom d'Hermann Grassmann, qui l'a popularisée dans l'Occident.

## Fonctionnement
Cette loi explique que lorsque dans un même mot, une séquence de deux consonnes aspirées (φ /pʰ/, χ /kʰ/, θ /tʰ/ et l'esprit rude /h/ en grec ; toutes les consonnes qui sont transcrites avec un h subséquent pour le sanskrit, comme th, bh, etc.), la première consonne est remplacée par son équivalent simple (π /p/, κ /k/, τ /t/ ou l'esprit doux pour le grec ; la consonne sans son h subséquent pour le sanskrit, comme t, b, etc.).
Cette loi intervient à plusieurs stades :
- à un stade préhistorique, elle décrit le passage régulier d'un étymon indo-européen à sa forme grecque ou sanskrite ;
- à un stade historique, elle explique des phénomènes d'alternances de forme au sein d'un même étymon quand, par le jeu de la flexion ou de la dérivation, deux aspirées viennent à entrer en contact plus ou moins proche dans un même mot. C'est alors une forme de sandhi qui donne naissance à des paradigmes irréguliers.

## Exemples
Des cas réguliers se rencontrent souvent dans les formes verbales à redoublement, où la consonne initiale de la racine est répétée :
- sur la racine θη tʰē, « poser », on forme le présent athématique à redoublement *θί-θη-μι *tʰí-tʰē-mi → τί-θη-μι *tí-tʰē-mi, « je pose » ;
- le même verbe, en sanskrit, donne da-dhā-mi, issu de *dha-dhā-mi.

L'étymon indo-européen est *dʰi-dʰeh1-mi (sur la notion de présent à redoublement, consulter Conjugaisons du grec ancien et Conjugaisons du sanskrit). Ce mécanisme est ici préhistorique, de sorte qu'il suffit de retenir qu'une consonne aspirée initiale de radical fait toujours son redoublement en consonne simple, sans pour autant connaître les raisons de ce processus : celui-ci n'entraîne en effet pas d'irrégularité dans les paradigmes de la langue et permet de construire un système flexionnel stable, tous les redoublements en occlusive étant toujours réalisés comme des occlusives non aspirées.

### Créations d'irrégularités dans les paradigmes
Les racines à double aspiration (comme *bʰeudʰ- « éveiller, être éveillé », grec πυνθάνομαι puntʰánomai et sanskrit bodhati) sont les principales concernées.

#### En grec
Les cas de sandhi des aspirées sont nombreux et permettent de comprendre des irrégularités internes faisant alterner plusieurs formes pour un même radical. Par exemple, en grec ancien le verbe ἔχ-ω ékʰ-ō « avoir » fait son futur en ἕξω héxō, avec apparition « irrégulière » d'une aspiration initiale. Pour en comprendre l'origine, il faut savoir que l'étymon grec est *hekʰ-, issu de l'indo-européen *segʰ- (avec affaiblissement de *s initial en /h/ et dévoisement de l'aspirée sonore, deux processus phonétiques réguliers en grec). Le présent ἔχω ékʰō s'explique donc par application de la loi de Grassmann et remonte à *hékʰ-ō. Le futur, quant à lui, provient de *ἕχ-σω *hékʰ-sō. Or, la séquence χσ kʰs passe régulièrement à κσ écrit ξ x, la consonne se déaspirant au passage. Dès lors, on aboutit simplement de *hékʰ-sō à ἕξω hék-sō, sans dissimilation de la première aspirée.
On rencontre nombre de cas similaires dans les langues grecque et sanskrite, donnant naissance à de pseudo-formes irrégulières rendant complexe leur apprentissage si l'on ignore leur origine. Si dans ἔχω ékʰō ~ ἕξω héksō l'irrégularité est, graphiquement, peu visible (elle ne concerne que l'esprit), elle est bien plus flagrante dans la flexion de θρίξ tʰrix « poil », dont le radical montre une alternance θρικ- tʰrik- ~ τριχ- trikʰ-, selon que la consonne aspirée radical finale est suivie ou non d'un /s/, qui la déaspire et rend l'application de la loi de Grassmann caduque :
- le nominatif  θρίξ tʰrix remonte à  *tʰrikʰ-s, qui donne tʰriks écrit tʰrix, sans dissimilation des aspirées ;
- le génitif τριχός trikʰós remonte à *tʰrikʰós, avec dissimilation.

#### En sanskrit
En sanskrit, certains faits de langue viennent rendre complexes les paradigmes au sein desquels apparaissent des formes à dissimilation. Par exemple, il faut savoir que la consonne notée traditionnellement h et notant [ɦ] peut provenir de *dʰ ou *gʰ IE à l'intervocalique. Les alternances sont donc rendues plus « irrégulières » en raison de cette neutralisation. Par exemple, la racine dhugh « traire », passant à dugh par dissimilation des aspirées, devient :
- duh- quand elle est suivie d'un suffixe à initiale vocalique (duh-anti « ils traient », présent de l'indicatif) ;
- dug- par application de la loi de Bartholomae (loi importante pour le traitement des aspirées) dans le participe passé passif dug-dha (« trait ») ;
- dhuk- sans dissimilation de la première consonne après déaspiration et dévoisement de gh en k devant s dans le futur dhok-ṣyate (« il traira » ; la racine est au degré plein).

finalement, la racine semble très irrégulière.

### Difficulté d'interprétation
La restitution d'une aspiration initiale dans les racines à double aspiration (prenons par exemple *tʰrikʰ) peut être interprétée de deux manières :
- pour les grammairiens indiens, c'est un report d'aspiration : la racine est à l'origine dénuée d'aspiration initiale (forme canonique *trikʰ) mais récupère celle de la deuxième consonne quand celle-ci la perd (devant /s/ par exemple) ;
- actuellement, on considère que la racine porte bien deux aspirations, une initiale et une finale (*tʰrikʰ), et que la restitution de la première est normale quand la deuxième n'est plus aspirée ─ puisque la loi de Grassmann n'a plus lieu de s'appliquer (voir aussi ordre de délestage).

Les deux interprétations sont plausibles. La première (report d'aspiration) explique plus simplement pourquoi une forme *τρίξ *tríks grecque ne se rencontre pas, ce qui impliquerait, si l'on suit la seconde interprétation, que la loi est intervenue avant la constitution des paradigmes et est restée assez prégnante pour ne pas être balayée par l'analogie. La seconde rend le système plus régulier et ne fait pas intervenir une loi annexe de déplacement de l'aspiration (qui existe cependant bien dans d'autres cas en grec et en sanskrit).

## Résumé
- Extension de la loi : grec, sanskrit ;
- chronologie : dans la préhistoire et l'histoire de la langue mais après le dévoisement des consonnes aspirées grecques ;
- effets (notation abrégée) : Cʰ > C / _ ... Cʰ.